# آبي مونرو
آبي مونرو (بالإنجليزية: Abe Munro)‏ هو لاعب اتحاد الرغبي نيوزيلندي، ولد في 8 ديسمبر 1896 في إنفركارجل في نيوزيلندا، وتوفي في 21 نوفمبر 1974 في Clyde, New Zealand ‏ في نيوزيلندا.